# Mintlaw
Mintlaw är en ort i Storbritannien.   Den ligger i kommunen Aberdeenshire och riksdelen Skottland, i den norra delen av landet, 700 km norr om huvudstaden London. Mintlaw ligger 54 meter över havet och antalet invånare är 2 673.
Terrängen runt Mintlaw är platt. Runt Mintlaw är det ganska tätbefolkat, med 65 invånare per kvadratkilometer. Närmaste större samhälle är Peterhead, 12,3 km öster om Mintlaw. Trakten runt Mintlaw består i huvudsak av gräsmarker.